# Dyuba-Dyuba
Dyuba-Dyuba (Дюба-дюба) è un film del 1992 diretto da Aleksandr Chvan.
Fu presentato in concorso al Festival di Cannes 1993.